# Canada Water (métro de Londres)
Canada Water est une station de la Jubilee line du métro de Londres et du London Overground située à Rotherhithe dans le borough londonien de Southwark.

## Situation sur le réseau
La station Canada Water est située sur la Jubilee line entre les stations Bermondsey et Canart Wharf. Sur le réseau Overground elle est entre les stations Surrey Quays et Rotherhithe. Elle est en zone 2.

## Histoire
La East London line, fermée en 2007, est intégrée depuis le 27 avril 2010 à l'Overground ce nouveau réseau orbital.

## Services aux voyageurs

### Accès et accueil
La station est située Surrey Quays Road .
La station est accessible aux handicapés depuis la rue jusqu'aux trains.

### Intermodalité
La station jouxte la Canada Water bus station : elle est desservie par les lignes de bus : 1, 47, 188, 199, 225, 381, P12 et par les lignes de nuit N1, N199 et N381. Les lignes 47 et 188 fonctionnent 24/7.

## À proximité
- Canada Water (en)